# Yat Siu

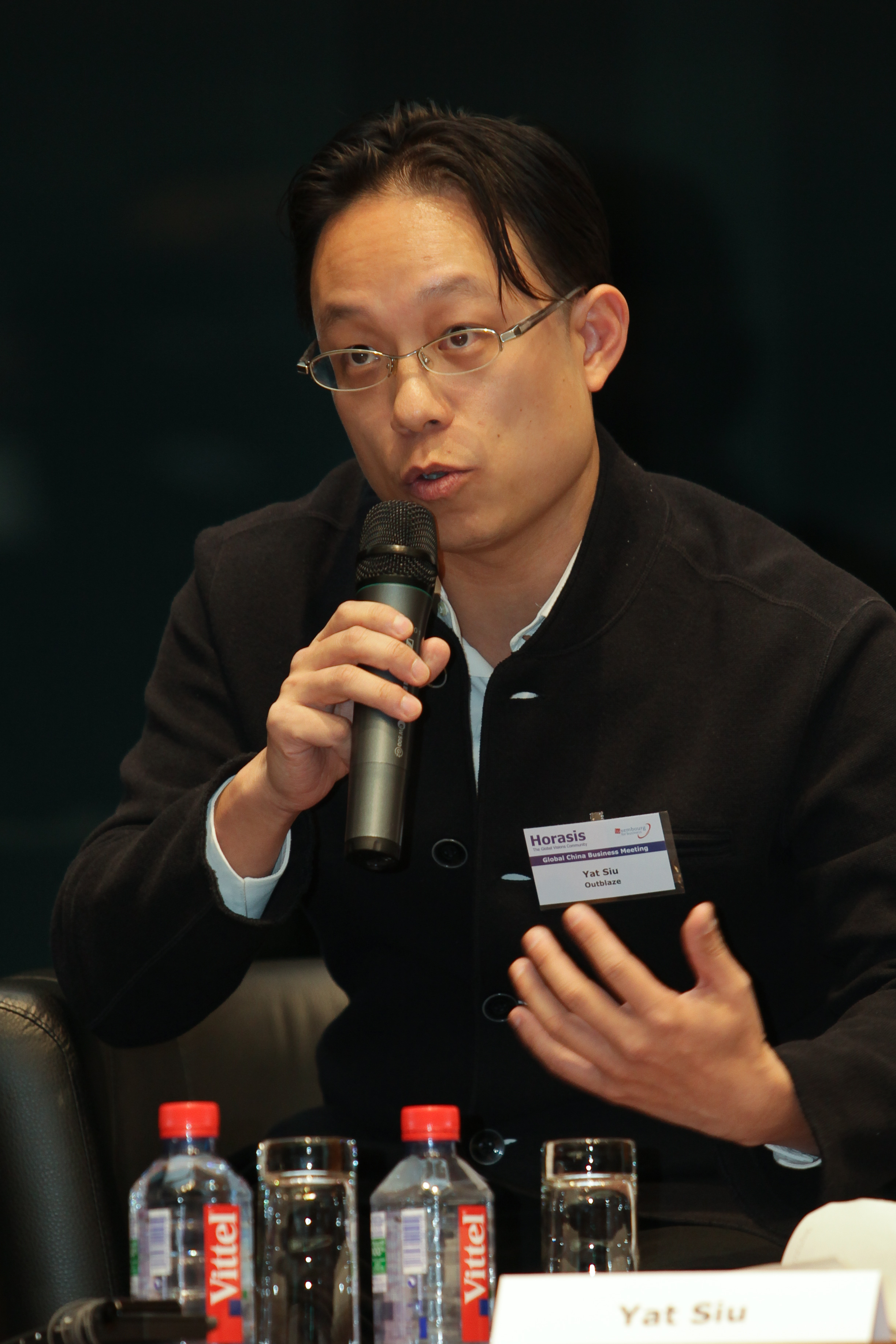
Yat Siu, 2010

Yat Siu (* 1973 in Wien) ist ein Unternehmer und Angel Investor.

## Leben
Yat Siu wuchs als Sohn einer Dirigentin und eines Geigers in Wien auf. Er studierte am Wiener Konservatorium, wo er bis 18 Klavier und Cello lernte. Er fing an Musiksoftware zu programmieren. Während seiner Studienzeit arbeitete er ab 1990 Atari. Er zog in die USA und erhielt einen Abschluss an der Boston University.
Yat Siu zog 1995 nach Hong Kong und gründete dort HKOnline, Hong Kongs ersten Internetprovider. 2009 verkaufte er diesen an IBM. Er ist Gründer der Mobile-Games-Unternehmen Outblaze und Animoca Brands sowie Berater bei OneFootball, der British Academy of Film and Television Arts und Binances Liechtenstein Cryptoassets Exchange.
Er wurde mit dem Hong Kong Business Award ausgezeichnet (2009), mit dem „Global Leader of Tomorrow“ sowie „Young Global Leader“ durch das World Economic Forum, sowie dem „Talent Unleashed Awards 2016“ geehrt.
Yat Siu ist Director des Asian Youth Orchestra und Board of Director bei Dalton Learning Lab.
Im Jahr 2023 wurde Yat Siu in die von der Regierung der Sonderverwaltungsregion Hongkong neu eingerichtete Task Force zur Förderung der Web3-Entwicklung berufen.

## Zitate
“Blockchain feels like the Internet was back in 1996.”

“If you think about my children going to school and the way they’re being educated, I think that’s not very helpful for creating a creative, playful mindset because essentially it’s still turning out bureaucrats”